# Виана-ду-Алентежу (фрегезия)
Виа́на-ду-Аленте́жу (порт. Viana do Alentejo) — фрегезия (район) в муниципалитете Виана-ду-Алентежу округа Эвора в Португалии. Территория — 97,98 км². Население — 2 828 жителей. Плотность населения — 28,9 чел/км².